# Weberlis
Weberlis ist eine Einöde auf der Gemarkung Haidgau von Bad Wurzach im Landkreis Ravensburg.

## Lage
Weberlis liegt am Haidgauer Berg auf dem Haisterkircher Rücken. Die Ortschaft befindet sich im Naturraum Riß-Aitrach-Platten (Naturraum-Nr. 41), welcher Teil der Großlandschaft Donau-Iller-Lech-Platte (Großlandschaft-Nr. 4) ist.
Geografisch befindet sich Weberlis etwa:
- 740 m nordöstlich von Ehrensberg
- 1,1 km westlich von Haidgau
- 2 km südöstlich von Haisterkirch[3]

Weberlis liegt zudem im Gewässereinzugsgebiet der Osterhofer Ach. Rund 40 Meter östlich der Siedlung verläuft am Waldrand entlang die Grenze zum Gewässereinzugsgebiet der Aitrach.

## Verkehrsanbindung
Weberlis ist über einen Gemeindeverbindungsweg erreichbar. Dieser Weg führt von der Landesstraße L 300 am Haidgauer Berg über Winkelbauren und Weberlis, bevor er auf den Gemeindeverbindungsweg trifft, der von Haidgau nach Ehrensberg führt.

### Öffentlicher Personennahverkehr
Die nächstgelegene Bushaltestelle befindet sich etwa 500 m nördlich an der L 300, auf Höhe von Harzers. Der nächste Bahnhaltepunkt ist in Bad Waldsee. Dieser ist mit dem Auto 6,2 km entfernt. Mit dem Fahrrad gelangt man über einen teilweise geschotterten Weg nach 7,2 km dorthin oder über eine asphaltierte Strecke nach 8 km.

### Radverkehr
In Weberlis selbst gibt es weder Rad- noch Gehwege. Der nächste Anschluss an das Radnetz BW ist bei Haisterkirch. Die Strecke dorthin beträgt 3,4 km, wobei 15 Höhenmeter bergauf und 111 Höhenmeter bergab zu bewältigen sind.